# Farol do Cabo Hatteras
O farol do Cabo Hatteras é um farol localizado nas ilhas Hatteras, perto de Buxton, na Carolina do Norte, costa oriental dos Estados Unidos e que faz parte do Cape Hatteras National Seashore.

## Geral sobre o Farol
A luz no alto da torre é automatizada e é visível para um observador a cada 7 segundos e meio. Mais de 1.000.000 de tijolos foram utilizados na construção da torre, construção essa que durou de 1868 a 1870, com um custo estimado em 167 000 dólares norte-americanos.
O farol do Cabo Hatteras é considerado um auxílio à navegação marítima e é mantido pela Guarda Costeira norte-americana e pelo Serviço Nacional de Parques dos Estados Unidos.